# Alborz
Alborz (listen (pomoć·info) перс. البرز) lanac, takođe poznat kao Alburz, Elburz ili Elborz, je planinski lanac u severnom Iranu koji se proteže od granice Azerbejdžana duž zapadne i čitave južne obale Kaspijskog mora i konačno ide severoistočno i spaja se sa planinama Aladah u severnim delovima Horasana. Ovaj planinski lanac je podeljen na zapadnu, centralnu i istočnu planinu Alborz. Zapadni venac Alborz (koji se obično naziva Tališ) proteže se u pravcu juga-jugoistoka gotovo duž zapadne obale Kaspijskog mora. Centralni Alborz (planine Alborz u strožem smislu) proteže se od zapada prema istoku duž cele južne obale Kaspijskog mora, dok Istočni venac Alborz ide u pravcu severoistoka, prema severnim delovima regije Horasan, jugoistočno od Kaspijskog more. Planina Damavand, najviša planina u Iranu, dimenzija 5.610,0 m (18.405,5 ft), nalazi se u centralnim Alborz planinama.

## Etimologija
Ime Alborz potiče od Hara Barazajti, legendarne planine u Avesti, glavnog teksta zoroastrizma. Hara Barazajti je iz protoiranskog imena, Hara Brzati, što znači „planinski bedem”. Brzati je ženski oblik prideva brzant- „visok”, što je preteča modernih persijskih reči bouland (بلند) i Barz/Berazandeh, koje su srodne sa sanskritskim Brihat (बृहत्). Harā se može protumačiti kao „straža“ ili „čuvar“, od indoevropskog korena ser- „zaštititi“. U srednjopersijskom, Hara Barazaiti je postala Harborz, a u modernom persijskom Alborz, što je srodno sa Elbrusu, najvišem vrhu Kavkaza.

## Mitologija
Smatra se da Zoroastrijanci identifikuju ovaj planinski lanac sa prebivalištem Pešjotana, a zoroastrijska sekta Ilm-e-Kšnum identifikuje planinu Davamand kao dom Saheb-e-Dilana ('Gospodara srca'). U svom epu Šahname, pesnik Firdusi govori o planinama „kao da leže u Indiji”. To bi moglo da odražava stariju upotrebu, jer su brojni visoki vrhovi dobili to ime, a neki to odražavaju i do danas, uključujući i planinu Elbrus u Kavkaskim planinama i planinu Elbariz (Albariz, Džebal Barez) u oblasti Kerman iznad Ormuskog tesnaca. Sva ova imena odražavaju isti iranski jezički entitet i spekulativno su identifikovana, u jednom ili drugom trenutku, kao legendarna planina Hara Berezajti iz Aveste.

## Geologija
Planinski masiv Alborz formira barijeru između južne Kaspijske i Iranske visoravni. Njegova širina je samo 60–130 km i sastoji se od sedimentnih nizova koji datiraju od gornjeg devona do oligocena, pretežno jurskog krečnjaka preko granitnog jezgra. Kontinentalni uslovi u pogledu sedimentacije ogledaju se u debelim devonskim peščarima i jurskim škriljevcima koji sadrže slojeve uglja. Morske uslove odražavaju karbonski i permski slojevi koji se sastoje uglavnom od krečnjaka. U istočnom lancu Alborz, krajnji istočni deo čine mezozočne (uglavnom trijaske i jurske) stene, dok zapadni deo istočnog lanca Alborz čine prvenstveno paleozoične stene. Prekambrijske stene mogu se naći uglavnom južno od grada Gorgan, smeštenog na jugoistoku Kaspijskog mora i, u znatno manjim količinama, u centralnom i zapadnom delu centralnog lanca Alborz. Centralni deo Centralnog lanca Alborz čine uglavnom trijaske i jurske stene, dok severozapadni deo lanca uglavnom čine jurske stene. Veoma gusti slojevi tercijarnih (uglavnom eocenskih) zelenih vulkanskih tufova i lava nalaze se uglavnom u jugozapadnim i južno-centralnim delovima lanca. Krajnji severozapadni deo Alborza, koji čini Zapadni Alborški venac ili Tališke planine, uglavnom čine vulkansko-sedimentne naslage gornje krede, sa trakom paleozoidskih stena i trakom trijaskih i jurskih stena u južnim delovima, oba u pravcu severozapad-jugoistok. Kako je more Tetis bilo zatvoreno, a Arabijska ploča se sudarila sa Iranskom pločom, i gurnuta je uz nju, a kretanjem Evroazijske ploče u smeru kretanja kazaljke na satu prema Iranskoj ploči i njihovim konačnim sudarima, Iranska ploča je pritisnuta sa obe strane. Sudari su konačno doveli do nabora gornjeg paleozoika, mezozoika i paleogenih stena, i kenozoičnog (uglavnom eocenskog) vulkanizma, da bi se formirale planine Alborz, pre svega tokom miocena. Alpska orogenija je započela sa eocenskim vulkanizmom u jugozapadnim i južno-centralnim delovima Alborza, a nastavila se podizanjem i preklapanjem starijih sedimentnih stena u severozapadnom, centralnom i istočnom delu lanca, tokom najvažnijih orogenih faza, koje potiču iz miocenske i pliocenske epohe.

## Ekoregioni, flora i fauna
Dok su južne padine planina Alborz obično polusušne ili sušne, sa neredovnim i niskim padavinama, severni obronci lanca su obično vlažni, posebno u zapadnim delovima Centralnog Alborza. Na južnim padinama ili u stepsko-šumskoj ekoregiji Elburz lanca, viša uzvišenja su suva sa malo drveća. Kleka je najčešće drvo u nepristupačnim predelima i na visokim nadmorskim visinama, dok se obično grmlje sastoji od pistaća, javora i badema. Na severnim padinama, ekološki region mešanih šuma Kaspijske Hirkanije je bujan i pošumljen. Prirodna vegetacija ovog regiona raste u različitim zonama: hirkanijske šume na najnižim nivoima, bukove šume u srednjem pojasu i hrastove šume u višim predjelima. Divlji čempres je dominantan oblik vegetacije u nekim dolinama, dok masline rastu u zapadnim dolinama Centralnog Alborza u blizini Sefidruda. Bezoarski kozorog, blanfordova lisica, ripelova lisica, crvena lisica, persijski jelen lopatar, divlja svinja, sirijski mrki medved, persijski leopard, indijski vuk, mišar, guska, detlić, beloglavi sup i orao spadaju u važne životinje i ptice koje se nalaze u Planinama Alborz. Izumrli kaspijski tigar takođe je živeo u planinama Alborz.

## Praistorija
Arheološki dokazi iz Alborza ukazuju da su rane ljudske grupe bile prisutne u regionu od najmanje kasnog donjeg paleolita. Pećina Darband, koja se nalazi u provinciji Gilan, sadrži dokaze za kasni donji paleolit. Kamene artefakte i fosile životinja otkrila je grupa arheologa Odeljenja za paleolitik Nacionalnog muzeja Irana i ICHTO iz Gilana. Prisustvo velikog broja ostataka pećinskog medveda i mrkog medveda i retkih kamenih predmeta na ovom mestu ukazuje da Darband prvenstveno predstavlja brlog medveda. Istovremena pojava artefakata i kostiju medveda ne podrazumeva ljudsku predaciju ili prikupljanje otpadaka. Budući da nema jasnih tragova zaseka, osim nekoliko znakova sagorevanja na kostima medveda, oni su se verovatno akumulirali prirodnim procesima. Tokom perioda srednjeg paleolita, neandertalci su najverovatnije bili prisutni u regionu, jer su njihovi fosili pronađeni na severozapadu Alborza, u pećini Azih. Njihovi kameni alati pronađeni u pećini Buzeir i pećini Kijaram i na brojnim drugim istraživanim nalazištima. Dokazi prisustva modernog čoveka potiču sa nalazišta na obali reke zvanog Garm Roud u provinciji Mazandaran, koji datiraju od pre oko 30.000 godina.

## Skijališta
Zbog velikih snežnih zima na planinama Alborz, postoji nekoliko skijališta na različitim mestima lanca. Neka od njih su, prema zaljubljenicima u skijanje, među najboljima na svetu. Neka od najvažnijih su Dizin, Šemšak, Točal i Darbandsar.

## Planine, vrhovi, alpska jezera i atrakcije
- Planina Damavand, Amol Mazandaran
- Točal, planina i vrh
- Tangeh Savaši, popularna atrakcija
- Alam Kuh, planina u planinskom lancu Alborz
- Alamut, region
- Dizin, skijalište
- Ovan, jezero

## Literatura
- North, S.J.R., Guide to Biblical Iran, Rome 1956, p. 50
- „Ancient Iran”. Encyclopædia Britannica.
- Sykes, Percy (1921). A History of Persia. London: Macmillan and Company.
- Rechinger, Karl Heinz and Schönbeck-Temesy, Eva 1972. Solanaceae. Nº 100, 102 pp. - a fascicle of Flora Iranica: Flora des iranischen Hochlandes und der umrahmenden Gebirge; Persien, Afghanistan, Teile von West-Pakistan, Nord-Iraq, Azerbaidjan, Turkmenistan (Translation: 'Flora Iranica: Flora of the Iranian Highlands and the adjoining mountain ranges; Iran, Afghanistan, parts of Western Pakistan, Northern Iraq, Azerbaijan, Turkmenistan').
- „Caspian Hyrcanian mixed forests”. Terrestrial Ecoregions. World Wildlife Fund.
- „Ornamental plants from Azerbaijan”. Missouri Botanical Garden.
- „Ecosystem Profile: Caucasus”. Conservation International. Архивирано из оригинала 2008-07-25. г.
- Heptner, V. G.; Sludskij, A. A. (1992) [1972]. Mlekopitajuščie Sovetskogo Soiuza. Moskva: Vysšaia Škola [Mammals of the Soviet Union. Volume II, Part 2. Carnivora (Hyaenas and Cats)]. Washington DC: Smithsonian Institution and the National Science Foundation. стр. 1—732.
- „Caucasus-Anatolian-Hyrcanian Temperate Forests”. World Wildlife Fund.